# Villa (Prosa)

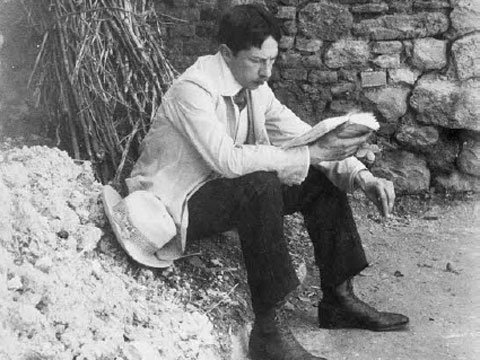
Rudolf Borchardt in Italien (vor 1910)

Villa ist der Titel eines landschaftshistorischen Essays von Rudolf Borchardt. Der ersten Buchausgabe von 1908, die im Auftrag Alfred Walter Heymels als Privatdruck erschien, ging 1907 eine zweiteilige Veröffentlichung in der Frankfurter Zeitung voraus.
Vom Beispiel der italienischen Villa ausgehend setzt sich Borchardt mit kultur- und architekturhistorischen Fragen auseinander, beschäftigt sich mit gesellschaftspolitischen Hintergründen und postuliert grundsätzliche Unterschiede zwischen romanischem und nordischem Naturgefühl.
Für Borchardt ist die italienische Villa Zeugnis der Überlieferung und bildet mit der Landschaft, aus der sie geschichtlich hervorgegangen ist, eine ästhetische Einheit.

## Inhalt

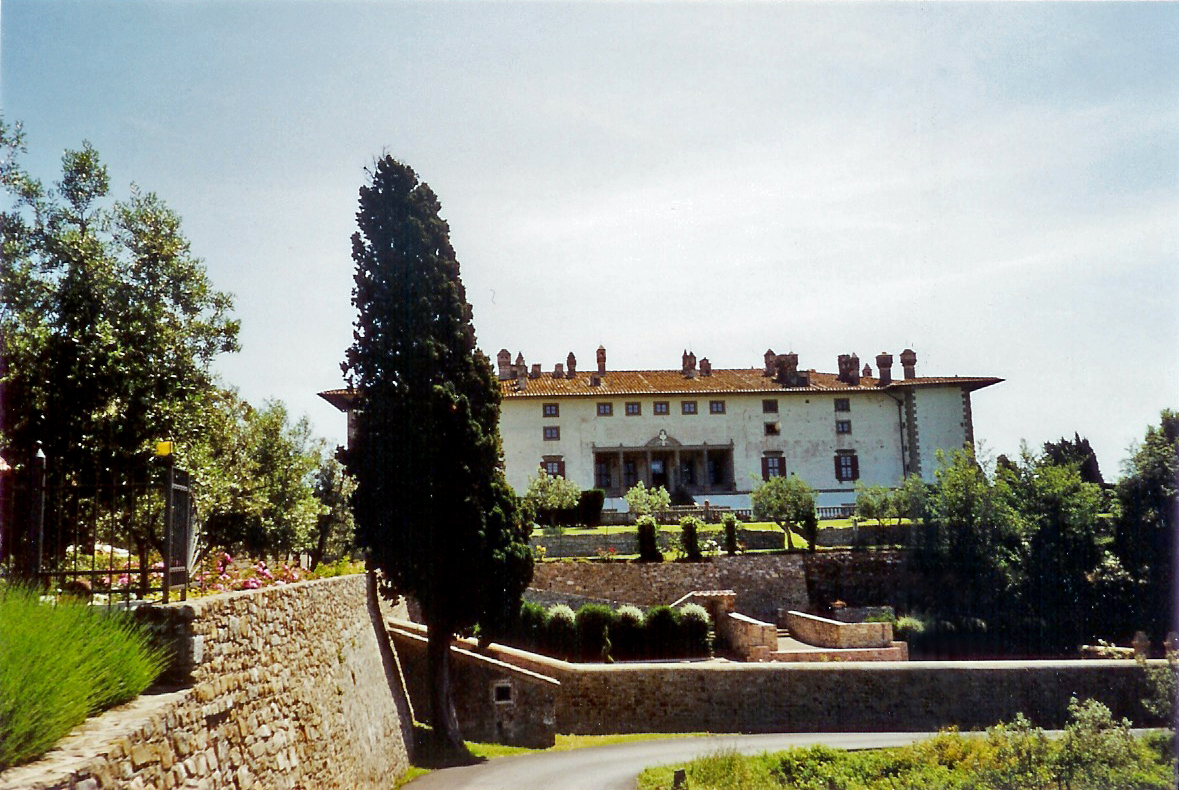
Die Villa Medici in Artimino

Zu Beginn befasst sich Borchardt in kritisch-scharfer Form mit Problemen des Fremdenverkehrs und unterscheidet ein wirkliches Italien von dem der meisten Reisenden.
Italien sei eines der unbekanntesten Länder Europas geworden, seit die Eisenbahnen es „für den Verkehr erschlossen haben.“ Dem heutigen Reisenden schließe „eine Verschwörung von Eisenbahnverwaltungen […] Hoteliers, Fremdenindustrien, Fremdenstädten, Fremdenführern, Baedeker an der Spitze, von jeder Berührung mit den Realitäten ab.“ Der Urlauber sei durch die zeitlich beschränkten Billets zur raschen Rückkehr gezwungen, könne seine Eindrücke nicht vertiefen und sei weit entfernt von Goethes Erfahrungen.
So komme es zu Vorurteilen und Klischees.
Die Villa selbst kenne der Durchschnittsreisende „nur aus wirrer Ferne, als zerrissenes Massenbild“, das durch ein Eisenbahnfenster nur halb gesehen und rasch verloren sei. Der Tourist, „dieser armselig moderne Typus des Italienreisenden“ finde all die schönen Einzelheiten nicht, etwa die verwilderten Gärten, die unzugänglich oder schwer erreichbar sind. Nur wenige hätten die Villa Medici von Artimino gesehen, „stundenweit bergauf von dem leeren Signa, diesen steingewordnen Traum von königlicher Bergeinsamkeit“ oder die Villa von Marlia mit ihrer „Schwermut von wilden Blüten.“
Borchardt grenzt die Villa vom Landhaus nördlich der Alpen ab. Sie sei „kein Zufallshaus auf einer Handbreit Land, […] sondern ein geschichtlich gewordener, an Ort und Stelle vollendeter Übergang“ von einer Burg eines Dynasten zu einem mächtigen „Hofhause seiner Enkel“, eine „Institution des italienischen Gesamtdaseins.“
Mit der Umgebung bilde sie eine Einheit, die über landschwärmende Empfindsamkeit hinausgehe. Für Borchardt ist es nicht bloß die optische Fügung in die Struktur der Landschaft, das vollendete Verhältnis zu Hügeln und Nachbarhügeln, kleinen Dörfern, Baumgruppen und Einzelwipfeln, Weingärten und dem Ölberg, die aus der Ferne dem Künstlerauge ein angenehmes und geschlossenes Bild vermitteln würde. Da keine „Menschenabsicht diese Notwendigkeit des Schönen zu schaffen vermocht hätte“, sei die Villa geschichtlich mit ihrer Landschaft verbunden und nur darum ästhetisch.
Indem sie eine Kontinuität von Jahrtausenden verkörpere, gehöre sie ins Zentrum der Geschichte der Landgüter. So ist sie lebendiges Symbol von Einfluss und Vermögen, „durch und durch real, etwas mit Geld und Macht Zusammenhängendes“ und vermag nach außen den Zusammenhang mit Wirtschaft und Herrschaft friedlich zu stilisieren. Hiervon ausgehend habe die lateinische Seele den Begriff entwickelt, der den Gegensatz von Stadt und Land beinhalte und von den Dichtern verewigt worden sei.
Borchardt grenzt deutsche und italienische Naturempfindung voneinander ab. Bleibe es „südliche Religion, sich die bezwungene und nützende Natur zu heiligen“, sei es „nordische, sich an die selbstherrlich wilde, spurenlose, selbstgenüge aufzugeben.“ Was der südlichen heilig sei, mache der nordischen Angst.

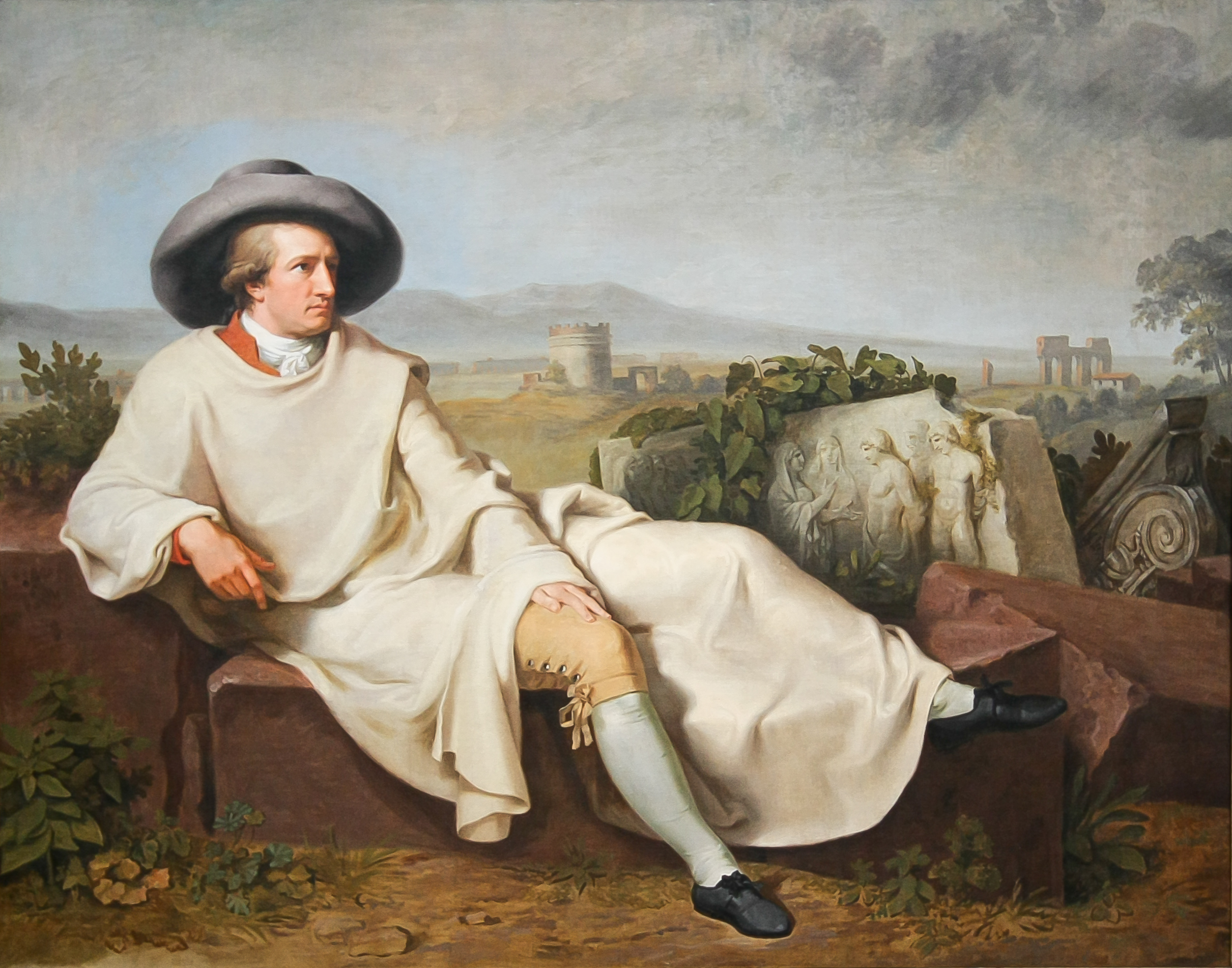
Goethe in der Campagna, von Johann Heinrich Wilhelm Tischbein

Die deutsche Empfindung sei die eines auf Freiheit und Sehnsucht gestellten Individuums, die „ins Volksmärchen und Volkslied so lauter und mächtig“ einströme „wie in die gedrängte Herzenspracht einer Goetheschen Strophe.“ Das italienische Gefühl sei „wie alle archaische Empfindung in der Volksbreite latent und gebunden…mit dem Weltgefühl des Herrn aufs tiefste verwachsen, Provinz einer Kultur, an der nur Besitzende und die ihnen Assimilierten beteiligt werden.“
Während die deutsche Villa für Borchardt eher „Bauausdruck des Rentiers“ sei und an dem „Herrn auf dem Lande etwas Kleinbürgerliches hafte“, setze ihr italienisches Pendant „den Herrn und immer wieder den Herrn voraus.“
Im weiteren Verlauf lobt Borchardt das Verhältnis zwischen den Contadini, den festen Pachtbauern, und den eigentlichen Herren durch die Institution der Halbpacht, die letztlich auf einer versteckten Wechselbeziehung unausgesprochener Verpflichtungen beruhe, wodurch „trotz des Anscheines eines aristokratischen Regims ein demokratisches Gemeinwesen“ verwirklicht werde. Aus diesem Grund habe der Sozialismus, der für den „kleinen Mann“ in Italien sonst so verlockend sei, in der toskanischen Campagna keinen Boden. Die Wortführer des Klassenkampfes kämen nur dort durch, wo „wurzellosen Arbeiterhunderte neuer Fabrikzentren […] im Verfolge stupider Majoritätsprinzipien die eingesessene Bevölkerung parlamentarisch überstimmen und repräsentieren“ dürften, während der toskanische Bauer für die Agitation der „landfremden Schreikandidaten“ nicht empfänglich sei.
Nach einer Beschreibung architektonischer Einzelheiten, kommt Borchardt am Ende auf das Wesen der Idylle zu sprechen, den Traum vom Land. Es sei ein Gesetz der Seele des Bauherrn, der dem „schweren Stadtpalast … mit seinen Fluren und Kammern, Sälen und Höfen, die zu viel wissen“ und dem „gräßliche[n] Gespenst von Piazza mit den Gesichten lauernder Freunde und lächelnder Feinde“ entkommen wollte. Borchardt spricht von lateinischem Schicksal, nicht vor sich fliehen zu können und von lateinischer Größe, nur bis zu dem Punkt fliehen zu wollen, wo die Villa steht. Man solle Horaz lesen, um die tiefe Beziehung mit Italien zu verstehen.

## Entstehung und Hintergrund
Das Werk steht in Zusammenhang mit den poetischen und politischen Anschauungen des Autors, für den es einer schöpferischen Restauration bedurfte, um das zu überwölben, was er den „Bruch des 19. Jahrhunderts“ nannte, der für ihn durch die Mechanisierung und den „Entwicklungsglauben des Verfalls“ hervorgerufen worden war.
Seit 1904 lebte Borchardt in Italien, für ihn das Land der ungebrochenen Überlieferungen, in dem die  Kontinuität von Jahrtausenden spürbar war. Als Mieter verschiedener Villen – unter anderem bei Lucca und Pistoia – führte er dort mit seiner Familie ein Leben, das dem literarischen und kulturpolitischen Werk sowie der Gartenkunst gewidmet war. Die Liebe zu Italien und die Kenntnis seiner Literatur fand in den Übertragungen der Göttlichen Komödie und der Vita nova Dantes sowie anderen landschaftshistorischen Monographien ihren Niederschlag.
Der konservative Autor dokumentierte mit diesem Werk erneut sein Festhalten an Traditionen und seinen Glauben an geschichtliche Kontinuität. Seiner Schwester gegenüber erklärte er in einem Brief, weiter festhalten zu wollen an Traditionen „in einer Zeit, die die Zukunft unaufhörlich aus dem Boden zu stampfen versucht, aus der Misere des jeweils verlumpten Moments, der sich Gegenwart nennt.“
So verweist das dem Essay vorangestellte Motto „Quocumque ingredimur, in aliquam historiam pedem ponimus“, ein freies Zitat aus Ciceros philosophischem Werk De finibus bonorum et malorum, auf den Ursprung der Villentradition, von wo aus sie sich nach Auffassung Borchardts, bis in seine Gegenwart fortsetzte.

## Rezeption
Der mit Borchardt befreundete und einflussreiche Hugo von Hofmannsthal lobte das Werk und schrieb ihm, wie sehr ihn die Lektüre beeindruckt habe. Es sei „nicht das Einzelne, sondern die Geste darin sowie die Möglichkeit, sich in geistigen Dingen […] auf jemanden verlassen zu können.“
Ernst Robert Curtius bewertete den Essay als einen „Markstein der neueren Geistesgeschichte“, der die römische Kontinuität der „europäischen Geistesform […] wieder ins Bewußtsein“ gehoben und der „Neuwertung des Römertums und Virgils“ den Weg bereitet habe.
Ralph-Rainer Wuthenow erkannte ein über den behandelten Gegenstand hinausgehendes Ordnungsdenken und betonte den paradigmatischen Charakter für die späteren Werke Borchards. Gerhard Schuster bemerkte, dass der Essay Fragment eines umfangreicheren, lange konzipierten Werks über Italien darstelle und ebenso wie andere Landschaftsstudien „für Deutschland und nach Deutschland hinüber gesprochen“ sei.

### Textausgaben
- Rudolf Borchardt: Villa. In: Rudolf Borchardt: Gesammelte Werke in Einzelbänden. Prosa III. Hrsg. von Marie Luise Borchardt. Klett-Cotta, Stuttgart 1996, ISBN 3608938087, S. 38–70.

### Sekundärliteratur
- Andreas Beyer: „Ist das die Villa?“ Rudolf Borchardt in der Villen-Landschaft. In: Ernst Osterkamp (Hrsg.): Rudolf Borchardt und seine Zeitgenossen (= Quellen und Forschungen zur Literatur- und Kulturgeschichte. Bd. 10 [244]). De Gruyter, Berlin 1997, ISBN 978-3-11-015603-4, S. 194–209.